# 顶玛寺
顶玛寺，位于西藏自治区日喀则市南木林县芒热乡宗当村，是一座藏传佛教寺院。

## 简介
顶玛寺是位于西藏自治区日喀则地区南木林县芒热乡宗当村的一座藏传佛教寺院。
西藏唐卡画师平措多吉（1966年生）曾经为顶玛寺绘制壁画。
2012年，顶玛寺僧人被评为西藏自治区爱国守法先进僧尼。